# Erica tysonii
Erica tysonii är en ljungväxtart som beskrevs av Harry Bolus. Erica tysonii ingår i släktet klockljungssläktet, och familjen ljungväxter. Utöver nominatformen finns också underarten E. t. krookii.